# Prima Categoria
Prima Categoria – siódmy poziom rozgrywek piłki nożnej mężczyzn we Włoszech. Czwarty poziom rozgrywek amatorskich, w tym trzeci na szczeblu regionalnym.
Prima Categoria skupia ponad 1600 zespołów. Liczebność grup w poszczególnych regionach zależy od ilości zespołów zgłoszonych do rozgrywek w danym regionie.
Zwycięzca każdej z grup awansuje do najbliższej geograficznie grupy wyższego szczebla rozgrywek, Promozione. Najsłabsze drużyny w poszczególnych grupach (ich liczba zależy od lokalnego regulaminu rozgrywek) spadają do Seconda Categoria.
Historycznie Prima Categoria była najwyższym szczeblem rozgrywek we Włoszech od roku 1898 do 1922.